# Micropsectra intrudens
Micropsectra intrudens е насекомо от разред Двукрили (Diptera), семейство Хирономидни (Chironomidae).